# فغر الكلية
فغر الكلية (بالإنجليزية: Nephrostomy)‏ أو فغر الكلية عن طريق الجلد (بالإنجليزية: Percutaneous nephrostomy)‏ هو فتحة اصطناعية يتم إنشاؤها بين الكلية والجلد والتي تسمح بتحويل البول مباشرة من الجزء العلوي من الجهاز البولي (الحوض الكلوي). إنه إجراء إشعاعي تدخلي / إجراء جراحي يتم فيه ثقب حويضة الكلية أثناء استخدام التصوير كدليل. يتم الحصول على الصور بمجرد إجراء تصوير الحويضة المضاد (حقن التباين) بإبرة دقيقة. يمكن بعد ذلك وضع أنبوب فغر الكلية للسماح بالتصريف.

## الاستخدامات
يتم إجراء فغر الكلية عندما يمنع الانسداد البول من المرور من الكلى، عبر الحالب إلى المثانة البولية. بدون طريقة أخرى لتصريف البول، سيرتفع الضغط داخل الجهاز البولي وتتلف الكلى.
السبب الأكثر شيوعًا للانسداد الذي يستلزم فغر الكلية هو السرطان، وخاصة سرطان المبيض وسرطان القولون. قد تكون هناك حاجة أيضًا إلى فغر الكلى لعلاج تقيح الكلية، موه الكلية وحصوات الكلى.

## المخاطر
يعتبر فغر الكلية عن طريق الجلد إجراءً آمنًا بشكل عام. تشمل المخاطر والمضاعفات ما يلي:
- الوضع الخاطئ
- تسرب داخل البريتوني يسبب استسقاء بطني
- نزف
- عدوى. يمكن علاج هذا بشكل عام بالمضادات الحيوية.

على الرغم من أن استرواح الصدر وإصابة القولون أكثر شيوعًا عند إدخال إبرة تحت الضلع، إلا أن هذه مضاعفات نادرة.
يختفي الدم في البول عادة بعد 48 إلى 72 ساعة. قد يشير النزيف لفترة أطول من هذه الفترة إلى مضاعفات نزيف أكثر خطورة. تتطلب حوالي 2 إلى 4٪ من حالات فغر الكلية عن طريق الجلد نقل الدم.